# Václav Plácel z Elbinku
Václav Plácel z Elbinku (rodným příjmením Plácel, 7. září 1556 Hradec Králové – 6. října 1604 Hradec Králové) byl český humanista, písař, právník, básník a překladatel, povýšený do šlechtického stavu. Byl absolventem Univerzity Karlovy a byl literárně činný. Za své zásluhy byl roku 1582 povýšen do šlechtického stavu s přídomkem z Elbinku.

## Životopis

### Mládí
Narodil se jako Václav Plácal v Hradci Králové do zajištěné měšťanské patricijské rodiny. Odešel do Prahy studovat na Univerzitě Karlově, kde se mj. seznámil s učenci Frenceliem Capellou, Danielem Adamem z Veleslavína, Jiřím Carolidesem, Václavem z Kaliště a Ottersfeldu a dalšími. Dosáhl titulu bakaláře svobodných umění, poté působil jako právník.

### Kariéra

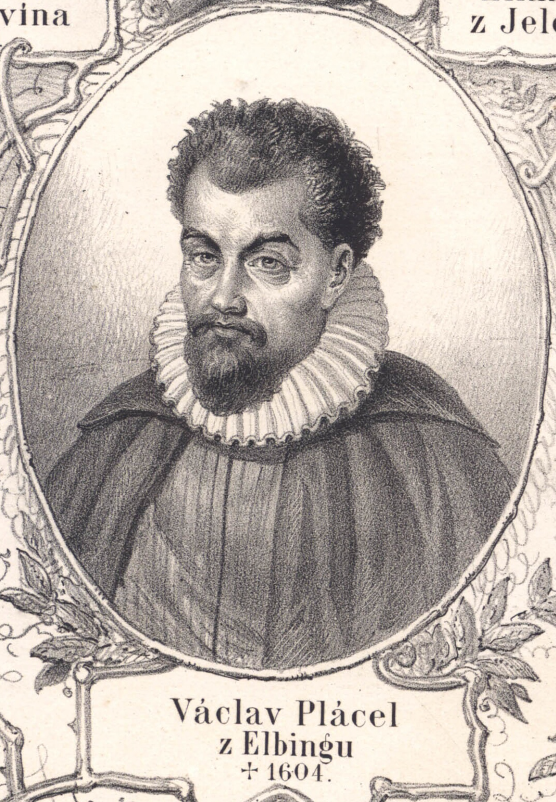
Václav Plácel z Elbinku (J. R. M. Přecechtěl: Čechoslovanští výtečníkové, 1861–1864)

Roku 1577 je v Hradci Králové připomínán jako advokát u hradeckého purkrabského soudu. Prvním sňatkem vstoupil do Jednoty bratrské. Roku 1582 byl císařem Rudolfem II. povýšen do šlechtického stavu s rodovým erbem a přídomkem Plácel z Elbinku. Nadále žil a působil v Hradci, roku 1586 se stal se písařem purkrabského soudu a 1590 hlavním obecním písařem. Od roku 1593 zastupoval Hradec Králové na zemském sněmu. Při morové epidemii zemřela jeho druhá žena a všechny jeho děti, potřetí se pak oženil s Libuší z Kaliště a z Ottersfeldu, sestrou Václava z Kaliště, tehdejšího královského prokurátora.

### Úmrtí
Václav Plácel z Elbinku zemřel 6. října 1604 v Hradci Králové ve věku 48 let na záchvat mrtvice. Pohřben byl v chrámu sv. Ducha v Hradci Králové.

### Rodina
Byl celkem třikrát ženat. Jeho třetí ženou byla Libuše z Kaliště a z Ottersfeldu.

## Dílo (výběr)

### Překlady
- Historie židovská (1592, překlad z německého originálu Václava z Kaliště a Ottersfeldu)

Věnoval se též tvorbě latinské poezie.